# Zeul adormit
Zeul adormit (1999) (titlu original The Naked God) este un roman science fiction al scriitorului Peter F. Hamilton. Este a treia carte a trilogiei Zorii Nopții și încheie acțiunea începută în Disfuncția realității și Alchimistul neutronic. Lansat în Marea Britanie pe 8 octombrie 1999, a fost primul roman al lui Hamilton publicat în ediție cartonată în Statele Unite, pe 22 octombrie 1999. La fel ca în cazul primelor două volume ale seriei, ediția broșată americană a fost împărțită în două volume, Flight și Faith, publicate în noiembrie și decembrie 2000.
Chiar și în conformitate cu standardele stabilite de primele două cărți, Zeul adormit este foarte mare. Pentru a putea fi putbilcat în ediție broșată întrt-un singur volum, editorii britanici au apelat la un font mai mic decât în cazul celorlalte două romane.
Deși reprezintă ultimul roman al universului Zorii Nopții (ulterior apărut și un ghid, The Confederation Handbook), Hamilton a făcut uneori aluzii la o posibilă revenire la același decor în cadrul unei serii a cărei evenimente se petrec după 500 de ani.

## Cadru
În Disfuncția realității, o forme de viață extraterestră de natură energetică asistă la moartea lumii umane Lalonde, eveniment care „lasă deschisă” o interfață între universul acesta și cel „de dincolo” - cel în care sunt captive sufletele morților. Acestora li se oferă ocazia de a călători înapoi în acest univers, unde posedă oamenii vii și dobândesc puteri ieșite din comun, precum și abilitatea de a crea și modifica materia. După ce cuceresc Lalonde în doar câteva săptămâni, posedații încep să se răspândească pe alte lumi. O tentativă eșuată de a cuceri planeta Atlantis atrage atenția edeniștilor asupra acestei amenințări.
În Alchimistul neutronic, Confederația devine conștientă de nivelul de răspândire al posedaților și oprește toate călătoriile interstelare pentru a izola puținele planete cucerite de invadatori. Posedații reușesc să spargă blocada, iar riposta Confederației se lovește de o problemă morală: uciderea sufletelor celor morți provoacă și moartea persoanelor posedate. Problema subminează moralul trupelor umane. Regatul Kulu se aliază cu adversarii săi odeologici, edeniștii și încearcă să demonstreze că posedații nu sunt invincibili, atacând peninsula Mortonridge de pe lumea-colonie Ombey. În altă parte a universului, sufletul revenit al lui Al Capone cucerește planeta Noua California și o transformă în nodul unui imperiu în expansiune, numit Organizația.
Sfârșitul romanului prezintă descoperirea făcută de personalul din habitatul Seninătate: cu peste o mie de ani în urmă, o navă a rasei Tyrathca a întâlnit o entitate spațială numită 'Zeul adormit', ale cărei puteri incomensurabile ar putea fi folosite împotriva posedaților. Între timp, habitatul Seninătate este atacat de posedați.

## Intriga
Jay Hilton, unul dintre copiii supraviețuitori de pe Lalonde, este salvată de personalul Kiint de pe Seninătate din fața atacului posedaților și dusă în sistemul de origine al acestora, situat într-o altă galaxie. Consensul Jovian intră în alertă atunci când deasupra planetei Jupiter se deschide o gaură de vierme prin care își face apariția habitatul Seninătate, scăpat de amenințarea posedaților.
Nava lui Joshua Clavert, Lady Macbeth, călătorește spre Trafalgar și se prezintă în fața Primului Amiral, care este bucuros să afle că Alchimistul a fost distrus, iar Alkad Mzu nu se mai află în libertate. Deoarece știe cum funcționează Alchimistul, Joshua Calvert nu trebuie să moară și să permită sufletului său să dezvăluie acest secret posedaților. Primul Amiral trimite nava spre Seninătate, care, alături de Consensul Jovian, susțin căutarea Zeului adormit Tyrathca pentru a găsi un mod de a-i învinge pe posedați. Marina Confederației și Regatul Kulu se alătură demersului, iar Lady Macbeth pleacă în misiune alături de șoimul-de-vid Oenone, comandat de Syrinx. Deoarece călătoria trebuie să atingă o destinație situată la mii de ani-lumină în afara teritoriului Confederației, navei i se permite să folosească antimateria pentru propulsie. Combustibilul este luat de pe una dintre bazele lui Capone, care este distrusă după aceea. Lady Macbeth efectuează saltul spațial către prima lume Tyrathca din spațiul Confederației, iar o serie de nave ale Organizației sunt trimise în căutarea ei.
Pe Ombey, Campania Liberation se desfășoară extrem de violent, dar produce evacuarea a mii de suflete din trupurile posedate. Folosindu-și puterile energetice, restul posedaților teleportează un teritoriu întreg într-un tărâm cenușiu. Posedații și soldații Confederației sunt nevoiți să încheie un armistițiu care să le permită supraviețuirea în acel loc straniu.
Habitatul Valisk este prizonier în alt tărâm, care diminuează puterile energetice și amplifică entropia. În afara faptului că își pierde energia, Valisk devine ținta unor prădători monstruoși, nemuritori și schimbători de formă numiți Orgathé. În plus, atracția gravitațională împinge habitatul către terifiantul loc numit Mélange, o mare e azot lichid în care sunt prizoniere toate entitățile care nu pot acumula suficientă energie ca să scape.
Cercetătorii Marinei Confederației descoperă un dispozitiv 'anti-memorie', care elimină din corp atât sufletul posedant, cât și pe cel posedat. Îngrozit de genocidul pe care-l poate provoca în rândul celor posedați de sufletele morților, Primul Amiral nu autorizează folosirea dispozitivului. Savanții speră să poată realiza o versiune mai puternică a dispozitivului, care să permită distrugerea zecilor de miliarde de suflete din lumea de dincolo, dar un atac sinucigaș efectuat de câțiva membri ai Organizației disturge habitatul. Supraviețuitorii sunt transferați pe Avon, iar Primul Amiral, furios, ordonă distrugerea completă a Organizației. O flotă cuprinzând mii de nave ale Confederației atacă lumile cucerite de Organizație, obligându-i pe membrii acesteia să se retragă pe Noua Californie.
Joshua Calvert și Syrinx cercetează singura lume Tyrathca din interiorul Confederației și află că planeta de origine a acestei rase se află de partea îndepărtată a Nebuloasei Orion. Pe Pământ, Louise Kavanagh o avertizează pe Banneth despre intențiile lui Quinn Dexter. Banneth este, de fapt, o momeală în mâinile conducătorilor arcologiilor pământene, B7, cu ajutorul căreia aceștia speră să pună mâna pe Quinn Dexter. Acesta a sosit pe Pământ și infectează populațiile din diferite arcologii, pregătind terenul pentru Zeul său. Planurile sale sunt încurcate de un alt posedat, al cărui suflet vrea să se răzbune pe Dexter pentru cele pătimite în timpul vieții. Dexter scapă tuturor tentativelor de asasinat și-și duce mai departe planurile. Incapabili să-l oprească, Louise și prietenul ei, Fletcher Christian îi devin prizonieri. Zeul lui Dexter se dovedește a fi Mélange, entitate a cărei invocare aduce înapoi în univers habitatul Valisk.
Lady Macbeth și Oenone ajung în sistemul de origine al rasei Tyrathca, acum înghițit de o gigantă roșie. Ei descoperă câteva habitate locuite de rasa mosdva, cu care fac schimburi comerciale, oferindu-le tehnologie în schimbul informațiilor despre Zeul adormit. Acesta se dovedește a fi o singularitate creată cu scopul de a-și ajuta inventatorii să evadeze din universul actual. Zeul adormit explică faptul că sufletele rămân captive în lumea de dincolo deoarece nu-și pot accepta moartea; în cazul în care ar face-o, ar fi transportate în „punctul Omega”, la capătul Universului, de unde ar începe crearea unuia nou. Cu ajutorului Zeului adormit, Joshua Calvert readuce în univers toate planetele „furate” de posedați, apoi mută în afara galaxiei toate lumile locuite de oameni și distruge găurile de vierme.
Quinn Dexter devine purtătorul tuturor sufletelor din lumea de dincolo și este trimis în punctul Omega, unde i se permite să-și creeze propriul univers pentru Zeul lui întunecat. Joshua Calvert se căsătorește cu Louise și se stabilește pe planeta natală a acesteia, Norfolk.

## Opinii critice
Critical Wave consideră că Zeul adormit este „o carte care merită eticheta NU RATAȚI!”, iar SFX îl cataloghează ca „tulburător, de o imaginație autentică și demn de a fi comparat cu cele mai bune romane hard SF semnate de scriitori ca Isaac Asimov și Arthur C. Clarke”. Analog Science Fiction Magazine remarcă „personajele de mare subtilitate, poveștile din acest roman și tehnologiile inedite la care apelează autorul”, în timp ce Science Fiction Weekly merge mai departe și observă că „universul lui Hamilton nu încape într-un singur volum. Sunt prea mulți eroi de admirat, prea mulți ticăloși de detestat, prea multe lumi de explorat”.